# دیوید مارتین (بازیکن فوتبال، زاده ۱۹۶۴)
دیوید مارتین (انگلیسی: David Martin؛ زادهٔ ۲۵ ژانویه ۱۹۶۴) بازیکن فوتبال اهل اسکاتلند است..
از باشگاه‌هایی که در آن بازی کرده‌است می‌توان به باشگاه فوتبال دومبارتون اشاره کرد.